# Куп Кариба 2014.
Куп Кариба 2014. (познат као Caribbean Championship−Шампионат Кариба), било је осамнаесто издање Купа Кариба, основано од стране ФСК, једне од Конкакаф зона. Укупно 26 земаља је пријављено за квалификације.
Финална фаза такмичења (8 тимова) била је заказана за 11-18. новембар. 18. марта 2014. објављено је да ће Јамајка бити домаћин финалне фазе.
По први пут квалификациони и финални део се појавио под ФИФА−иним одобреним терминима као званични термини. Промена је направљена да би се увео ред и омогучило врхумнским играчима да могу лакше играти и клупске и репрезентативне утакмице у заједнички контролисаним терминима. Претходна издања Купа су била одржавана ван ФИФА календара. Председник Фудбалског савеза Јамајке је изјавио доа ће ово осигрурати присусто најбољих играча.
Четири најбоља тима би се аутоматски квалификовала за Златни куп Конкакафа 2015. године, док би петопласирани тим прошао у плеј-оф против петопласираног тима са Kопа Центроамерикана турнира 2014.  Ово је први пут да се два укупно петопласирана тима такмиче за квалификације за Златни куп Конкакафа, а претходно су се пет тимова из Централне Америке и четири са Кариба квалификовали за такмичење Конфедерације.
Победник турнира ће се квалификовати за Kопа Америка Сентенарио, турнир са 16 екипа Конмебол и Конкакаф репрезентација који се одржало у Сједињеним Државама 2016. године.

## Квалификације
Прелиминарна рунда квалификација била је заказана за мај 2014. Прва рунда квалификација (24 тима) била је заказана за 1-9. септембар, а друга рунда квалификација (16 тимова) је била заказана за 6-14. октобар.
У априлу 2014. Фудбалски савез Кариба објавила је жреб групне фазе.
На такмичење се пријавило укупно 26 екипа. Куба (бранилац титуле) и Јамајка (домаћин) су се аутоматски пласирале за финални део такмичења. Бахами, Бермуда, Кајманска Острва, Свети Мартин Фр. и Свети Мартин Хол. су одустале од такмичења.

### Тимови који су се квалификовали
Следећих осам тимова се квалификовало за завршни турнир.
| Репрезентација    | Квалификације    | Куп Кариба финални турнир | Претходни најбољи резултат                               | Фифина ранг-листа на почетку турнира |
| ----------------- | ---------------- | ------------------------- | -------------------------------------------------------- | ------------------------------------ |
| Јамајка           | Домаћин          | 15.                       | Шампион (1991, 1998, 2005, 2008, 2010)                   | 113                                  |
| Куба              | победник         | 11.                       | Шампион (2012)                                           | 112                                  |
| Тринидад и Тобаго | Група 7 победник | 18.                       | Шампион (1989, 1992, 1994, 1995, 1996, 1997, 1999, 2001) | 49                                   |
| Антигва и Барбуда | Група 7 други    | 8.                        | Четврто место (1998)                                     | 70                                   |
| Хаити             | Група 8 победник | 9.                        | Шампион (2007)                                           | 93                                   |
| Француска Гвајана | Група 8 други    | 3.                        | Групна фаза (1995, 2012)                                 | N/A1                                 |
| Мартиник          | Група 9 победник | 13.                       | Шампион (1993)                                           | N/A1                                 |
| Курасао           | Група 9 други    | 3.2                       | Четврто место (1989)                                     | 147                                  |

Болд означава да је била земља домаћин.

1. Француска Гвајана и Мартиник нису чланови ФИФАе,  и нису на ранг листи.

2. Ово је прва такмичење Курасаоа од одвајања од  Холандских Антила и директни је наследник свих статуса.

### Група А
| Pos | Тим               | О | П | Н | И | ГД | ГП | ГР | Бод. | Qualification               |
| --- | ----------------- | - | - | - | - | -- | -- | -- | ---- | --------------------------- |
| 1   | Тринидад и Тобаго | 3 | 2 | 1 | 0 | 7  | 4  | +3 | 7    | Финале и Златни куп         |
| 2   | Куба              | 3 | 1 | 2 | 0 | 4  | 3  | +1 | 5    | За треће место и Златни куп |
| 3   | Француска Гвајана | 3 | 1 | 1 | 1 | 7  | 6  | +1 | 4    | Златни куп плејоф           |
| 4   | Курасао           | 3 | 0 | 0 | 3 | 5  | 10 | −5 | 0    |                             |

| Курасао                                 | 2:3      | Тринидад и Тобаго                               |
| --------------------------------------- | -------- | ----------------------------------------------- |
| Рихаиро Меленс 18’ · Ђанлука Марија 48’ | Извештај | Кенвајн Џонс 26’ (пен.), 38’ · Кевин Молино 52’ |

| Куба                | 1:1      | Француска Гвајана  |
| ------------------- | -------- | ------------------ |
| Аријел Мартинез 57’ | Извештај | Микаел Солви 90+4’ |

| Тринидад и Тобаго                                                   | 4:2      | Француска Гвајана                          |
| ------------------------------------------------------------------- | -------- | ------------------------------------------ |
| Кевин Молоно 17’, 58’ · Лестер Пелтие 62’ (пен.) · Атула Гера 90+2’ | Извештај | Брајан Сент-Клер 64’ · Жан-Давид Легра 84’ |

| Курасао                                    | 2:3      | Куба                                                            |
| ------------------------------------------ | -------- | --------------------------------------------------------------- |
| Принс Рајкомар 45’ · Геваро Непомусено 69’ | Извештај | Хорхе Луис Коралес 15’ · Јасмани Лопез 51’ · Орисбел Лева 90+5’ |

| Француска Гвајана                                            | 4:1      | Курасао            |
| ------------------------------------------------------------ | -------- | ------------------ |
| Брајан Сент-Клер 18’ · Жил Фабијен 26’, 64’ · Неки Адипи 34’ | Извештај | Рихаиро Меленс 84’ |

| Куба | 0:0      | Тринидад и Тобаго |
| ---- | -------- | ----------------- |
|      | Извештај |                   |

### Група Б
| Pos | Тим               | О | П | Н | И | ГД | ГП | ГР | Бод. | Qualification               |
| --- | ----------------- | - | - | - | - | -- | -- | -- | ---- | --------------------------- |
| 1   | Јамајка           | 3 | 2 | 1 | 0 | 6  | 1  | +5 | 7    | Финале и Златни куп         |
| 2   | Хаити             | 3 | 1 | 1 | 1 | 5  | 4  | +1 | 4    | За треће место и Златни куп |
| 3   | Мартиник          | 3 | 1 | 1 | 1 | 3  | 4  | −1 | 4    |                             |
| 4   | Антигва и Барбуда | 3 | 0 | 1 | 2 | 2  | 7  | −5 | 1    |                             |

| Хаити                                      | 2:2      | Антигва и Барбуда                   |
| ------------------------------------------ | -------- | ----------------------------------- |
| Жан Сони Алсена] 23’ · Кервенс Белфонт 36’ | Извештај | Мајлс Вестон 58’ · Питер Бајерс 60’ |

| Јамајка          | 1:1      | Мартиник       |
| ---------------- | -------- | -------------- |
| Дерен Метокс 13’ | Извештај | Јоан Аркин 29’ |

| [[Фудбалска репрезентација Мартиника {{{altlink2}}}\|Мартиник]] | 0:3      | Хаити                                             |
| --------------------------------------------------------------- | -------- | ------------------------------------------------- |
|                                                                 | Извештај | Вајлд Доналд Герие 52’ · Кервенс Белфонт 63’, 90’ |

| Јамајка                                                | 3:0      | Антигва и Барбуда |
| ------------------------------------------------------ | -------- | ----------------- |
| Кемар Лоренс 30’ · Дерен Матокс 43’ · Родолф Остин 88’ | Извештај |                   |

| Антигва и Барбуда | 0:2      | Мартиник                               |
| ----------------- | -------- | -------------------------------------- |
|                   | Извештај | Беди Бувал 57’ · Жозе-Тијери Горон 90’ |

| Јамајка                              | 2:0      | Хаити |
| ------------------------------------ | -------- | ----- |
| Сајмон Докинс 13’ · Дерен Матокс 20’ | Извештај |       |

### Рангирање трећепласираних тимова
Како није било утакмице за пето место, Француска Гвајана, најбољи групни трећепласирани тим према резултатима групне фазе, напредовала је да представља Карипску фудбалску унију у плеј-офу квалификација за Златни куп КОНКАКАФ 2015, где ће играти против Хондураса, петопласираног тима Копа Центроамерикане 2014. Победник плеј-офа се квалификовао за Златни куп КОНКАКАФ 2015.
| Pos | Тим               | О | П | Н | И | ГД | ГП | ГР | Бод. | Qualification     |
| --- | ----------------- | - | - | - | - | -- | -- | -- | ---- | ----------------- |
| 1   | Француска Гвајана | 3 | 1 | 1 | 1 | 7  | 6  | +1 | 4    | Златни куп плејоф |
| 2   | Мартиник          | 3 | 1 | 1 | 1 | 3  | 4  | −1 | 4    |                   |

## Завршна фаза

### Утакмица за треће место
| Куба                | 1:2      | Хаити                                    |
| ------------------- | -------- | ---------------------------------------- |
| Аријел Мартинез 89’ | Извештај | Мешак Жером 56’ · Вајлд-Доналд Герие 86’ |

### Финале
| Тринидад и Тобаго                                                       | 0:0 (п. с. н.) | Јамајка                                                                   |
| ----------------------------------------------------------------------- | -------------- | ------------------------------------------------------------------------- |
|                                                                         | Извештај       |                                                                           |
| Пенали                                                                  |                |                                                                           |
| Кенвајн Џонс · Атаула Гера · Кевин Молино · Џоевин Џонс · Калим Хајланд | 3–4            | Џермејн Тејлор · Џоби МекАнуф · Демар Филипс · Мајкл Ситон · Родолф Остин |

Јамајка се квалификовала за Копа Америка Сентенарио.
| Најбољи играч Родолф Остин | Победник Купа Кариба 2014. Јамајка 6° титула | Најбољи стрелац Кервенс Белфорт Дарен Матокс Кевин Молино (по 3. гола) |